# Azad Hind (Briefmarken)
Die Azad Hind (Briefmarken) sind ein Satz von vorbereiteten, aber nicht mehr ausgegebenen Marken für die geplante indische Nationalregierung unter Subhas Chandra Bose. Alle Briefmarken wurden 1943 in der Reichsdruckerei Berlin im Tiefdruckverfahren in 100er-Bögen gedruckt.

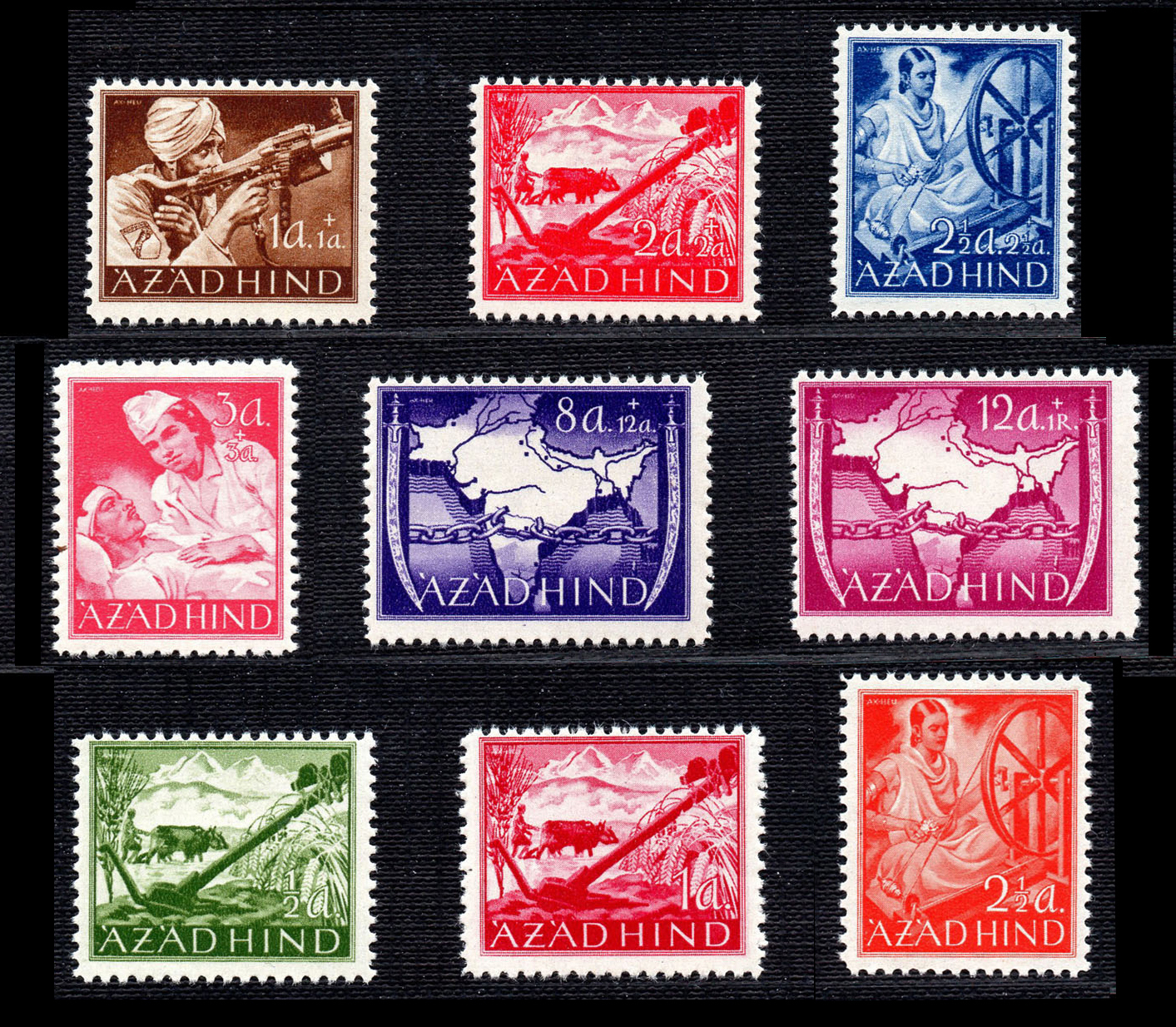
Die kleineren Nominalwerte der Azad Hind-Marken. Die unteren drei Marken ohne Aufschlag waren für die Andamanen und Nikobaren-Inseln geplant

## Hintergrund
Die „Provisorische Regierung des Freien Indiens“ wurde von Subhas Chandra Bose als Exilregierung mit Unterstützung Japans während des Zweiten Weltkriegs gegründet. Für diese Regierung waren auch Briefmarken in Planung, die in NS-Deutschland hergestellt wurden. Die Marken wurden von Bose selbst bei seinem Aufenthalt in Berlin Anfang des Jahres 1943 in Auftrag gegeben.

## Produkte
Insgesamt wurden zehn unterschiedliche Marken produziert:
| Michel Nr. | Marke | Nominalwert        | Farbe                       | Beschreibung |
| ---------- | ----- | ------------------ | --------------------------- | --- |
| I          |       | 1+1 Anna           | Dunkelbraun                 | Sikh an einem deutschen MG 34 Maschinengewehr |
| II         |       | 2+2 Annas          | Karmin                      | Pflügender Bauer vor Gebirgslandschaft, davor ein Pflug und Garben |
| III        |       | 2½+2½ Annas        | Dunkelblau                  | Inderin am Spinnrad |
| IV         |       | 3+3 Annas          | Rot                         | Krankenschwester mit Verwundetem |
| V          |       | 8+12 Annas         | Blauviolett                 | Gesprengte Kette sowie Dolche vor einer Landkarte Britisch-Indiens |
| VI         |       | 12 Annas + 1 Rupie | Lilapurpur                  | Gesprengte Kette sowie Dolche vor einer Landkarte Britisch-Indiens |
| VIII       |       | ½ Anna             | Dunkelgelbgrün              | Für die Andamanen und Nikobaren (ohne Zuschlag): Pflügender Bauer vor Gebirgslandschaft, davor ein Pflug und Garben                                                     |
| IX         |       | 1 Anna             | Lilarot                     | Für die Andamanen und Nikobaren (ohne Zuschlag): Pflügender Bauer vor Gebirgslandschaft, davor ein Pflug und Garben                                                     |
| X          |       | 2½ Annas           | Orangerot                   | Für die Andamanen und Nikobaren (ohne Zuschlag): Inderin am Spinnrad |
| VII a      |       | 1+2 Rupien         | Schwarz/Orange/ Smaragdgrün | Drei indische Soldaten, die die Fahne des „Freien Indiens“ zeigen, eingerahmt von zwei Dolchen. Es existieren Varianten in Schwarz und Schwarz/Orange sowie Probedrucke |

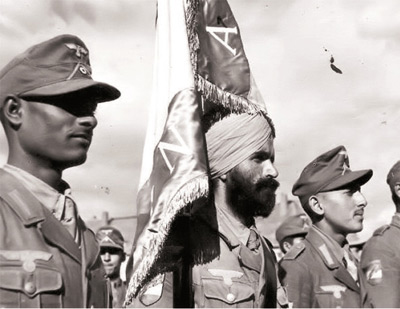
Mögliche Vorlage für die 1+2 Rupien-Marke

Mögliche Vorlage für die 1+1 Anna-Marke

Entworfen wurden die Marken vom Grafiker-Ehepaar Werner und Maria von Axster-Heudtlaß, die zwischen 1925 und 1949 zahlreiche Briefmarken für die Reichspost und später für die Deutsche Post gestaltet haben. Als Vorlagen bedienten sie sich dabei offensichtlich zum Teil zeitgenössischer Fotos der Indischen Legion. Nach Aussage des Spezialisten für Propagandaphilatelie Dave Ripley stellen die Soldaten auf der 1+2 Rupien-Marke drei der damalig bekanntesten Freiheitskämpfer Indiens dar (von links): Sukhdev Thapar, Bhagat Singh als Fahnenträger und Shivaram Rajguru. Diese wurden am 23. März 1931 von den Britischen Behörden gehängt.
Die Auflagen der Briefmarken betrugen je Marke 1 Million Stück. Ausnahmen davon waren die Marken ohne Aufschlag, die für die Andamanen und Nikobaren-Inseln geplant waren. Hiervon wurden nur je 500.000 Stück gedruckt. Eine sehr geringe Auflage hatten die höheren Rupien-Werte von 1+2 Rupien, die in drei verschiedenen Varietäten existieren. Da dieser Wert in einem Mehrfarbdruck hergestellt wurde, sind auch unfertige Varianten vorhanden. So sollte die Fahne abschließend in Orange-Weiß-Grün abgebildet werden. Unfertige Drucke in Schwarz und Schwarz/Orange sind erhalten geblieben. Von der schwarzen Version betrug die aufgefundene Auflage 4500 Stück, von der schwarz-orangen 2000 Stück und von der abschließenden, fertigen Version 7000 Stück. Bis auf die höheren Rupien-Werte (nur ungezähnt) sind alle Briefmarken sowohl gezähnt, als auch in praktisch gleicher Menge ungezähnt vorhanden. Die für die Andamanen und Nikobaren geplanten Marken erhielten die Zähnung L 10½. Alle sonstigen kleinen Nominalwerte wurden unterschiedlich gezähnt, so gab es Ausgaben mit folgenden Varianten: L 9½:10½, 10½, 10½:9½ sowie 11:10½. Es gibt des Öfteren Marken mit starken Verzähnungen.
Ein großer Teil der 1+2 Rupien Marke in Schwarz/Orange existiert nur ohne Gummi. Von der 1+2 Rupien-Marke sind sehr seltene Probedrucke erhalten geblieben, davon 2 Bogen Probedrucke mit dunkelviolett statt schwarz gefärbten Grundtönen, 1 Bogen Probedrucke auf rückseitig mit Reklame (teilweise nur weiße Fläche) bedrucktem Kartonpapier mit Aufheller sowie Probedrucke auf vorderseitig orange gefärbtem Papier. Es existieren Rupien-Marken, bei denen die Farben verwischt wirken oder an nicht korrekter Stelle (zum Teil doppelt) aufgedruckt wurden. Einen auffälligen Plattenfehler gibt es von der 3+3 Annas-Marke, die teilweise einen größeren weißen, runden Fleck links vom Kopf der Krankenschwester aufweist.

1+2 Rupien-Marken (einschließlich Probedrucke)
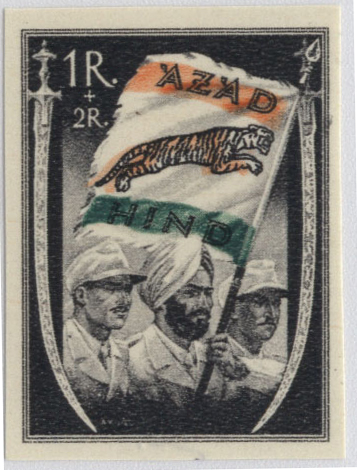
1+2 Rupien Schwarz/Orange/Grün (VII a)
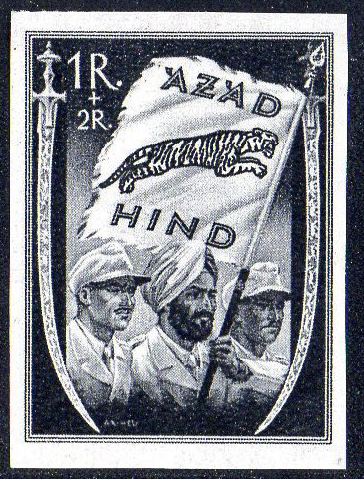
1+2 Rupien Schwarz (VII b)
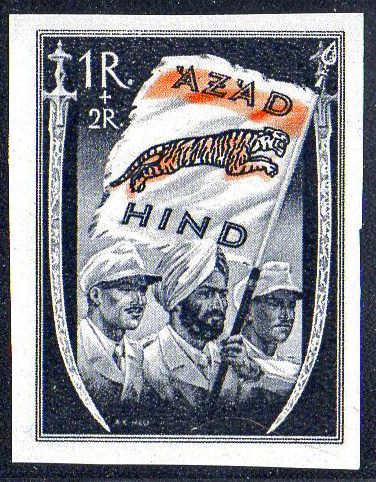
1+2 Rupien Schwarz/Orange (VII c)
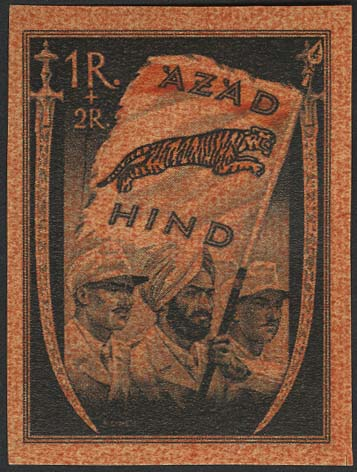
Probedruck auf orange gefärbtem Papier
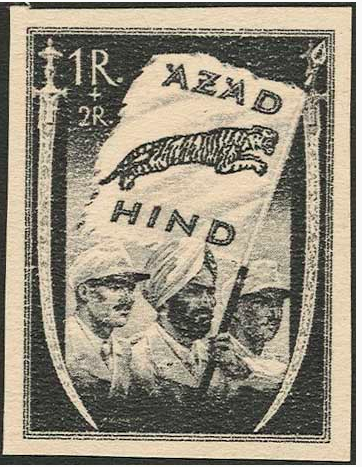
Probedruck auf Kartonpapier mit Aufheller
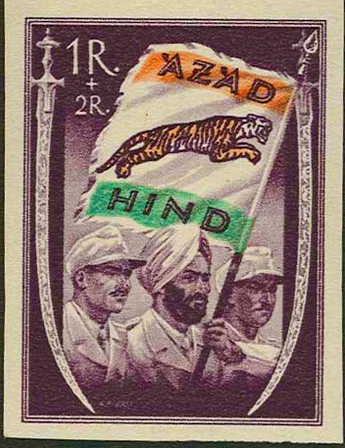
Probedruck mit violetter anstelle schwarzer Färbung

Abarten und Besonderheiten
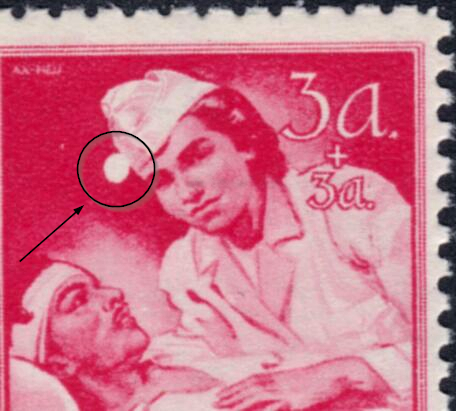
3+3 Annas-Marke mit einem auffälligen Plattenfehler
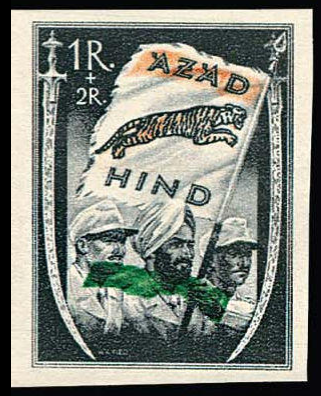
Echte 1+2 Rupien-Marke mit einem verschobenen grünen Aufdruck
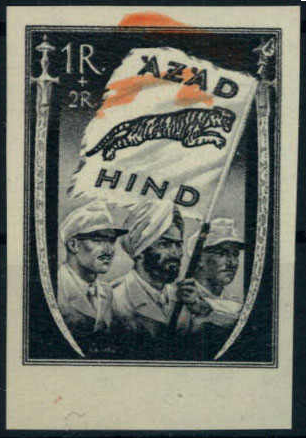
Echte 1+2 Rupien-Marke mit einem verschobenen orangen Aufdruck
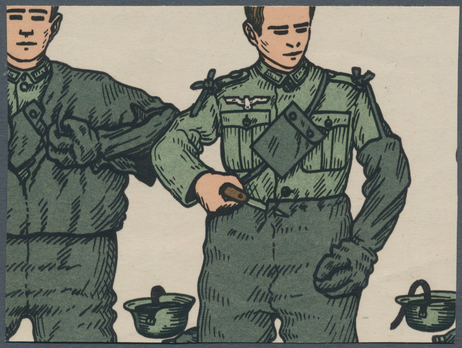
Rückseite der Probedrucke auf Kartonpapier

## Katalogisierung und Veröffentlichungen

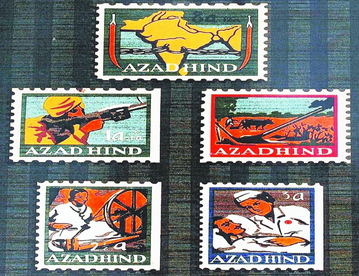
„Modern“ gestaltete Azad Hind-Marken in einer Veröffentlichung des Netaji Birth Place Museum (Indien)

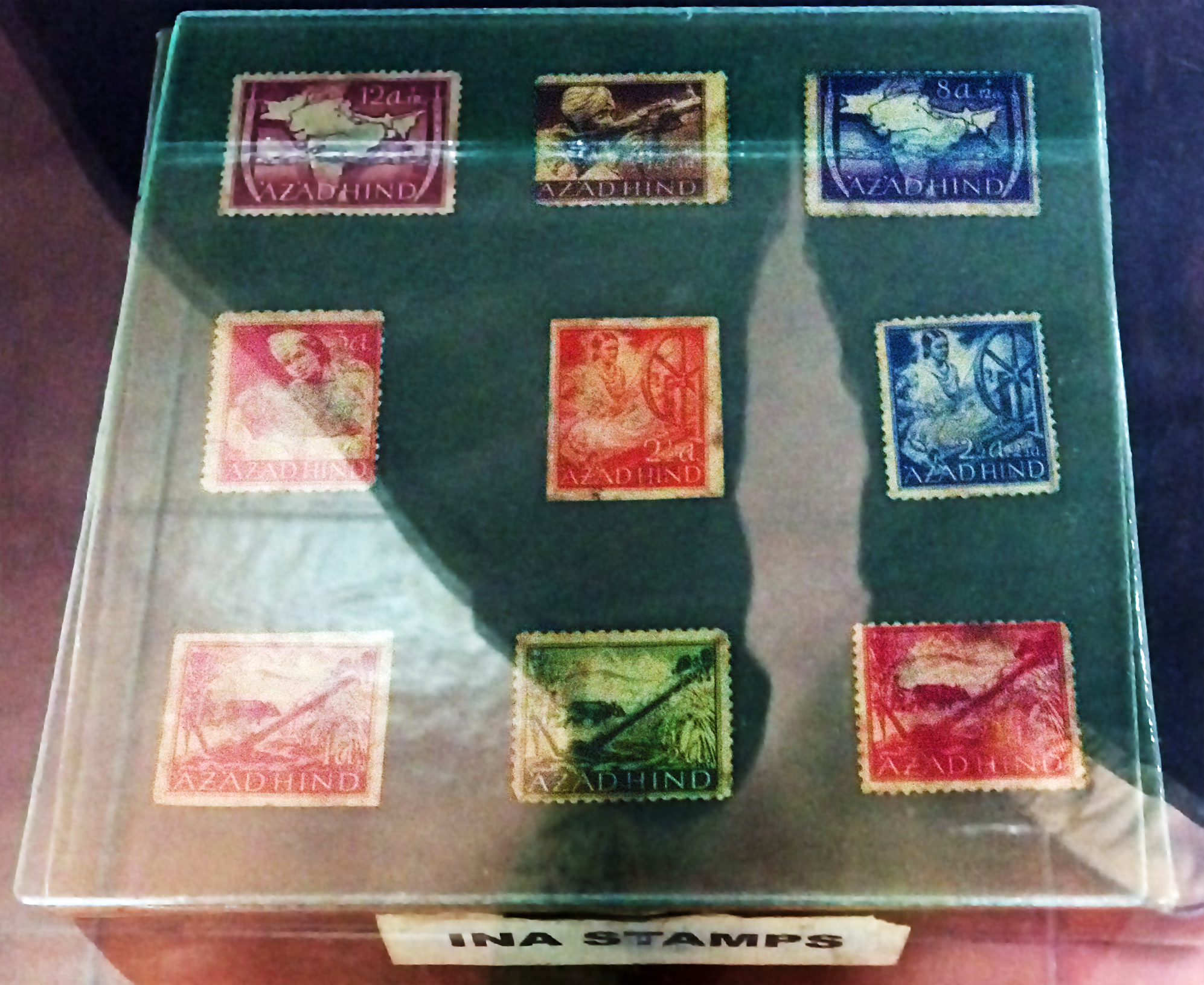
Im Netaji Birth Place Museum (Indien) ausgestellte Azad Hind-Marken

Die Briefmarken von Azad Hind werden im Michel-Deutschland-Katalog unter „Nationales Indien“ aufgelistet und tragen dort die Bezeichnungen I bis X (gezähnt und ungezähnt). Von der Nr. VII (1+2 Rupien) werden die Varietäten a, b und c genannt.
Die Indische Post hat die Azad-Hind-Marken in einem Buch mit dem Titel India's Freedom Struggle through India Postage Stamps veröffentlicht.
Das Netaji Birth Place Museum in Cuttack (Indien) veröffentlichte im Jahr 2016 eine Broschüre, in der unter anderem die Azad Hind-Marken in „freier Interpretation“ abgebildet wurden. Auch sind Originalmarken in den Besucherräumen ausgestellt.

## Fälschungen

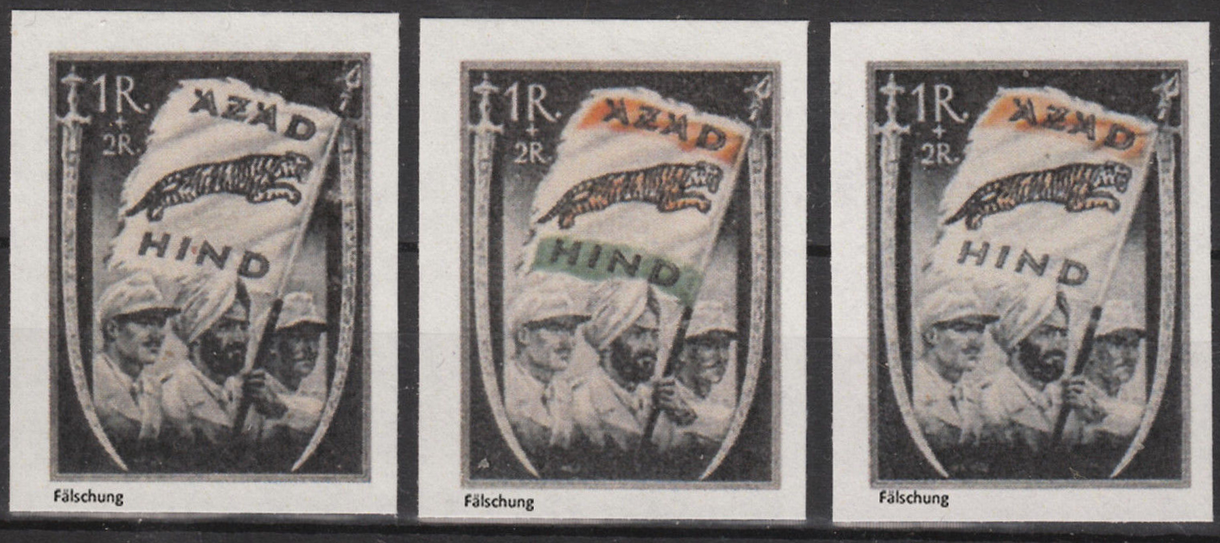
Gefälschte 1+2 Rupien-Marken

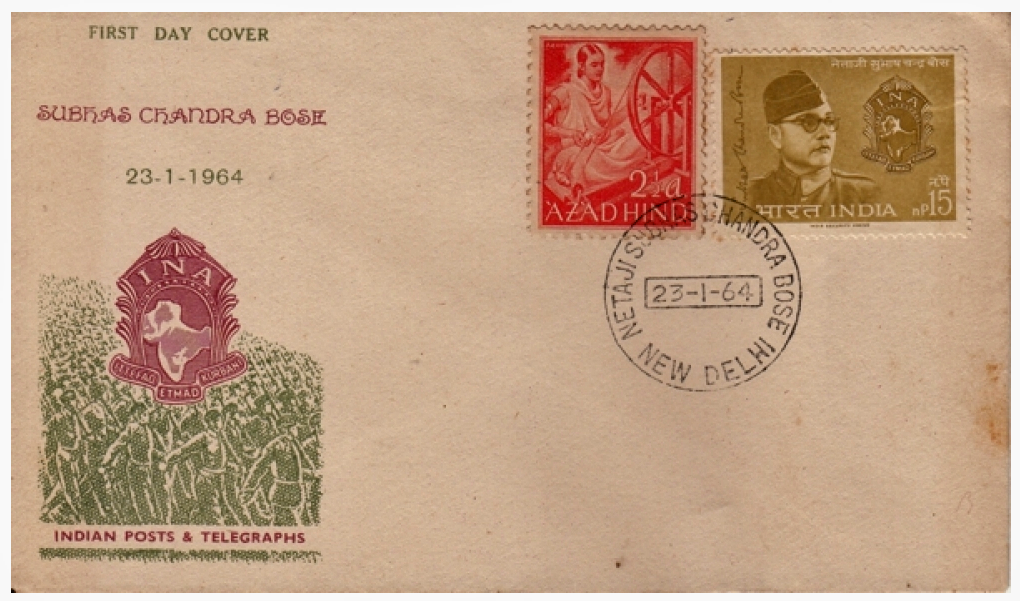
Ersttagsbrief der Indischen Post mit einer hinzugefügten und anschließend abgestempelten Azad Hind-Marke

Da der Marktwert der 1+2 Rupien-Marken im Verlauf der Jahre auf Grund ihrer Seltenheit erheblich gestiegen ist, werden Fälschungen hergestellt. Diese lassen sich in der Regel an einem unklaren und verwaschen aussehenden Druck erkennen, da sie häufig im Offsetdruck- anstelle im Rastertiefdruckverfahren hergestellt wurden. Außerdem existieren Fälschungen, die mit Tintenstrahldruckern produziert werden.
Da die Briefmarken nicht mehr ausgegeben wurden, ist eine echte Abstempelung nicht möglich. Im Jahr 1964 wurde in Indien Subhas Chandra Bose von der Indischen Post mit zwei Briefmarken gewürdigt. Zu dieser Gelegenheit wurden auch Ersttagsbriefe mit Bose-Marken veröffentlicht. Auf einigen dieser Briefe wurden als „Mischfrankatur“ zusätzlich Azad Hind-Marken aufgeklebt und anschließend abgestempelt. Auch Abstempelungen von ausschließlich verwendeten Azad Hind-Marken auf Ersttagsbriefen sind bekannt. Ebenso wurde mit indischen Ersttagsbriefen aus dem Jahr 1968 verfahren.